# Reggiane Re.2004
Il Reggiane Re.2004 era la designazione di un caccia monomotore monoplano ad ala bassa progettato dall'azienda italiana Officine Meccaniche Reggiane ma che non superò mai le fasi preliminari.
Progetto relativo alla motorizzazione di un aereo simile al Reggiane Re.2005 ma con motore di produzione italiana, non raggiunse mai un vero e proprio stadio di prototipo.

## Storia

### Sviluppo
Poiché la fornitura da parte dell'alleato tedesco dei motori Daimler-Benz DB 605, impiegati nei caccia della cosiddetta serie 5, tra cui il Reggiane Re.2005, era discontinua, il Ministero dell'aeronautica accettò l'idea di allestire un caccia con le stesse caratteristiche del precedente ma che montasse un motore di produzione italiana.
Le Officine Meccaniche Reggiane acquisirono due commesse per la realizzazione di due prototipi e di quattro aerei di pre-serie, denominati Re.2004, seppure posteriori al Re.2005. Per la propulsione venne scelto l'Isotta Fraschini Zeta R.C.24/60, un motore ad X 24 cilindri raffreddato ad aria in grado di erogare, nominalmente, una potenza pari a 1 250 CV (919 kW).
Il motore era in fase di sviluppo e mostrava problemi di messa a punto, in particolare riguardo al surriscaldamento. Le Reggiane ricevettero soltanto una sorta di simulacro del motore, che venne montato sul muso di un Savoia-Marchetti S.M.79, per iniziare a studiare le cappottature, gli scarichi e le prese d'aria. Non esiste nessun disegno attendibile riguardo alla forma che avrebbe avuto il Re.2004. I ritardi riguardanti la consegna del motore, di cui la produzione in serie non fu mai avviata, e lo scarso interesse verso questo progetto da parte del progettista ing. Roberto Longhi, bloccarono ulteriori sviluppi del Re.2004.
Per l'installazione sul Re.2004, su espressa richiesta del generale Rino Corso Fougier, venne preso in considerazione anche il motore Reggiane RE 103 a 18 cilindri a M, o W invertito, erogante 1 700 CV, sviluppato in proprio dall'Ufficio Tecnico Motori della ditta ma che giunse solamente allo stadio di prototipo.